# 2016 FB60
2016 FB60, também escrito como 2016 FB60, é um objeto transnetuniano que está localizado no cinturão de Kuiper, uma região do Sistema Solar. Ele possui uma magnitude absoluta de 7,4 e tem um diâmetro estimado de 153 km.

## Descoberta
2016 FB60 foi descoberto no dia 30 de março de 2016 pelo DECam.

## Órbita
A órbita de 2016 FB60 tem uma excentricidade de 0,151 e possui um semieixo maior de 44,497 UA. O seu periélio leva o mesmo a uma distância de 37,797 UA em relação ao Sol e seu afélio a 51,198 UA.